# Міллєрівка
Колонія Міллєрівка (пол. Millerówka) — колишнє німецьке поселення, засноване у 1923 році німецькими колоністами. Поселення межувало: на південному сході — з Рудно, а на північному сході — з Зимною Водою. По закінченню другої світової війни колишнє поселення остаточно увійшло до складу села Водяне. Нині територія колишньої Міллєрівки обмежується сучасними вулицями Шкільною, Суховільською, Гайдамацькою, Сірка, які належать до села Зимна Вода.

## Історія
Упродовж 1923—1924 років з'являються нові будівлі німецьких колоністів у Зимній Воді, зокрема, Міллер, Рупп, Ганс, Пірцель, а також до села переселяється багато родин з німецькими прізвищами. Таким чином, частина Зимної Води, де оселяться новоприбулі німці, отримує назву Міллерівка (від прізвища пана Міллєра, який мешкав у тій частині села та мав найбільший маєток). Цьому сприяло і те, що Зимна Вода була популярною рекреаційною зоною для львівського панства.
Після закінчення другої світової війни великий маєток пана Міллєра передали на потреби військовим. Одного дня, у 1955 році, під час проведення робіт з улаштування території колишнього маєтку та прилеглих будівель, військовими було зруйновано фамільний гробівець Міллєрів, а тлінні рештки останнього власника маєтку та його дружини були викинуті у найближчий ставок. Місцева мешканка Марія Борщ віднайшла останки подружжя Міллєрів та перепоховала їх у підвалі цієї ж гробниці, яка збереглася до наших днів.
Немаловажним елементом гробівця були так звані «сплячі» леви, які стояли при вході до гробівці власників маєтку. Нині пара левів «прикрашає» вхід до Будинку архітектора, розташованого у Пороховій Вежі на вул. Підвальній, 4 у Львові.